# Johann Paul Kunzen
Johann Paul Kunzen   (Leisnig, 31 d'agost de 1696 - Lübeck, 20 de març de 1757) va ser un organista i compositor alemany.
Després de l'escola a Torgau i Freiberg, Kunzen va estudiar a partir de 1716 a la Universitat de Leipzig i va estar entre altres estudiants de Kuhnau. Això va ser seguit de gires de concerts i treballs a Zerbst i Wittenberg. Aquí va néixer el seu fill Adolf Karl Kunzen. 1723 va ser nomenat director Johann Paul Kunzen a l'Opera d'Hamburg, on va escriure diverses òperes i va començar una amistat amb Johann Mattheson. Amb el seu fill, considerat un prodigi musical, va fer una gira de concerts a Holanda i Anglaterra. Allà també es van conèixer Georg Friedrich Handel junts. El setembre del 1732 Kunzen és nomenat successor de Johann Christian Schieferdecker com a organista i nomenat encarregat a la "Marienkirche" de Lübeck. Va assumir el càrrec a la Pasqua de 1733 i ho va mantenir fins al final de la seva vida.
A Lübeck, Kunzen continuà la música nocturna fundada per Franz Tunder i el seu gendre, Dietrich Buxtehude. Els seus principals assajos, que no van tenir lloc a l'església, sinó en el mercat de valors, va obrir les portes als oients. A més, va introduir concerts en forma de subscripció, que va tenir lloc el 1734 a l'òpera. El 1747, Lorenz Christoph Mizler el va acceptar a la Societat Corresponsal de Ciències Musicals. Després de la seva mort, el seu fill Adolf Karl Kunzen, que era a Londres en aquell moment, fou el seu successor.

## Treballs
Kunzen va deixar enrere una obra polifacètica d'òpera, música de l'església i música instrumental, de la qual es conserva molt poc. Igual que els seus predecessors, va compondre cada any un cicle de cantata en cinc parts sobre històries bíbliques per a la música nocturna. D'aquests, però, només ha sobreviscut la partitura de The Lost Son (o. J., nova edició Stadtbibliothek Lübeck 2004) i els llibres de text dels anys 1734-1756. El llibret de 1739 (Belsazer) va venir de Michael Christoph Brandenburg.